# Разагилин
Разагилин — противопаркинсоническое средство, специфический ингибитор моноаминоксидазы (МАО типа Б). Относится ко второму поколению препаратов этой группы. Применяется при болезни Паркинсона и симптоматическом паркинсонизме.
Применяется преимущественно при ранних формах болезни Паркинсона, при наличии легких моторных нарушений. Возможно также его применение в сочетании с другими противопаркинсоническими препаратами.